# Резолюция 57 на Съвета за сигурност на ООН
Резолюция 57 на Съвета за сигурност на ООН е приета единодушно на 18 септември 1948 г. по повод Палестинския въпрос. Изразявайки шок от убийството на посредника на ООН за Палестина - граф Фолке Бернадот, Съветът за сигурност инструктира генералния секретар на ООН да държи флага на организацията спуснат на половина в продължение на три дни и го упълномощава да посрещне със средства от Общия оперативен фонд на ООН всички разходи, свързани със смъртта и погребението на посредника на ООН. Резолюцията задължава на погребението на посредника на ООН за Палестина да присъства председателят на Съвета за сигурност или друго, специално назначено за целта представително лица.